# هيسبريس – تمودا
هيسبريس – تمودا (hespéris tamuda) هي مجلة صدرت في المغرب لأول مرة سنة 1921 وكانت من المجلات الجادة التي يصدرها معهد الدراسات العليا المغربية الذي أنشأته إدارة الحماية الفرنسية على المغرب سنة 1917، وفي سنة 1961 تغير اسم مجلة Tamuda حيث أصبحت تحمل عنوان Hesperis Tumuda إذ احتضنت المجلة التي كانت تصدر في منطقة الحماية الإسبانية في المغرب. ويعتبر إصدار مجلة التاريخ والعلوم الاجتماعية بهذا العنوان الجديد ذا دلالة رمزية لوحدة المغرب المستقل. وتصدر مجلة هسبريس منذ صدورها في اللغات الدولية الفرنسية والإنجليزية والإسبانية وابتداء من سنة 1991 أصبحت اللغة العربية من لغات الكتابة فيها.تعنى المجلة بالبحوث المتعلقة بالآداب والتاريخ والعلوم الإنسانية عموما بالغرب الإسلامي، بأقلام باحثين عرب ومستشرقين..

## وصلات خارجية
- (فيديو): برنامج من قناة الجزيرة عن مجلة هسبريس- تامودا
- ملف جامع لأعداد من مجلة هسبريس